# Azimuth (aerolínea)
Azimuth Airlines (en ruso: АО «Авиакомпания АЗИМУТ») es una aerolínea con sede en Rostov del Don, capital del óblast de Rostov, Rusia. Su base principal es el Aeropuerto Internacional Plátov.

## Flota
La flota de Azimuth incluye las siguientes aeronaves, con una edad media de 4.5 años (octubre de 2022).
Además, Azimuth planea comprar el Airbus A220-300 más grande, con una capacidad máxima de 149 pasajeros.